# Tarascon-sur-Ariège
Tarascon-sur-Ariège é uma comuna francesa na região administrativa de Occitânia, no departamento de Ariège. Estende-se por uma área de 8,65 km². Em 2010 a comuna tinha 3 060 habitantes (densidade: 353,8 hab./km²).